# Флаг Санкт-Петербурга
Флаг Санкт-Петербурга — официальный символ города федерального значения Санкт-Петербурга, обозначающий его конституционно-правовой статус, единство жителей Санкт-Петербурга, культурное достояние Санкт-Петербурга. Принят 8 июня 1992 года, через девять месяцев после выхода соответствующего решения. Внесён в Государственный геральдический регистр Российской Федерации с присвоением регистрационного номера 49.

## Описание
Флаг Санкт-Петербурга представляет собой прямоугольное полотнище красного цвета, в центре которого изображены два перевёрнутых белых якоря — морской и речной, положенных накрест, и на них золотой скипетр с двуглавым орлом.
Отношение ширины флага к его длине — 2:3.
Цветное изображение полотнища передается смесью сурика и киновари (первый преобладает), графическое — вертикальными линиями.
Все детали скипетра изображаются жёлтым цветом, все детали якорей — белым цветом (с употреблением светло-серых теней).
Обратная сторона флага Санкт-Петербурга является зеркальным отображением его лицевой стороны.

## Юридический статус современного флага
14 января 1998 года был принят Устав Санкт-Петербурга, согласно пункту 3 статьи 6 которого «Флаг Санкт-Петербурга — прямоугольное полотнище красного цвета, в центре — два перевернутых белых якоря, морской и речной, положенных крестом, и на них желтый скипетр. Отношение ширины флага к его длине — 1:2». В то же время в утверждённое Санкт-Петербургским горсоветом положение 1992 года изменения не были внесены; согласно пункту 2 положения предусматривалось соотношение сторон флага 1:1,5 (т.е. 2:3).
Законом Санкт-Петербурга от 13 мая 2003 года № 165-23 «О детальном описании официальных символов Санкт-Петербурга и порядке их использования», был подтверждён флаг в пропорции 2:3 и согласно статье 22 этого закона, изменение, устанавливающее отношение ширины флага Санкт-Петербурга к его длине — 2:3, вступает в силу после внесения поправок в ст. 6 Устава Санкт-Петербурга.
22 октября 2004 года Законом Санкт-Петербурга № 499-73 «О внесении изменений в Устав Санкт-Петербурга», который вступил в силу 9 ноября 2004 года (через десять дней после его официального опубликования в газете Санкт-Петербургские ведомости, № 208, 29.10.2004), в статью 6 пункт 5 Устава Санкт-Петербурга была внесена соответствующая поправка:
5. Детальное описание герба Санкт-Петербурга, флага Санкт-Петербурга, а также гимна Санкт-Петербурга и порядок их использования устанавливаются законом Санкт-Петербурга.
Таким образом, несмотря на то, что в статье 6 пункт 3 Устава Санкт-Петербурга была указана пропорция флага 1:2, согласно статье 6 пункт 5, официальным флагом Санкт-Петербурга является флаг с пропорцией 2:3.
26 декабря 2012 года был принят, а 18 января 2013 года подписан Закон Санкт-Петербурга от 18 января 2013 года № 733-3 «О внесении изменения в Устав Санкт-Петербурга», которым существовавшее противоречие было окончательно устранено. Новый пункт 3 статьи 6 устанавливает, что:

Флаг Санкт-Петербурга — прямоугольное полотнище красного цвета, в центре — два перевернутых белых якоря, морской и речной, положенных накрест, и на них золотой скипетр с двуглавым орлом. Отношение ширины флага к его длине — 2:3.